# 組織惰性
組織惰性（英語：Organizational Inertia），或稱「組織慣性」，是在面對外部環境快速變化時，組織內部改變與回應速度保持緩慢，或維持靜止穩定的行動狀態。 理查德·R·納爾遜與西德尼·温特則定義為「組織經常依據以往的作業習性，來引導其未來的行為。」
在面对競爭压力時，組織可能選擇迴避競爭造成的不確定，而要求政策保護，或簽訂長期合約，從而降低組織面對環境的即時回應力。

## 組織惰性的成因
組織惰性的內在成因有沉沒成本、內部資訊傳遞不全、內部政治、歷史慣性；外在成因，有法律財政障礙、資訊限制、正當性限制、集體理性限制。